# Tanytarsus tamanomus
Tanytarsus tamanomus är en tvåvingeart som beskrevs av Sasa 1980. Tanytarsus tamanomus ingår i släktet Tanytarsus och familjen fjädermyggor. Inga underarter finns listade i Catalogue of Life.